# Sonata per clarinetto e pianoforte (Poulenc)
La Sonata per clarinetto e pianoforte FP184 è la penultima composizione del musicista francese Francis Poulenc.

## Storia
La sonata venne commissionata dal celebre clarinettista Benny Goodman a Francis Poulenc non molto tempo prima della scomparsa del compositore, cercando una collaborazione anche interpretativa. Quando però il 30 gennaio 1963 Poulenc fu colto dall'infarto che lo uccise, il progetto di Goodman non poté andare in porto. La sonata venne così eseguita per la prima volta a tre mesi dalla scomparsa del compositore presso la Carnegie Hall di New York, il 10 aprile 1963, dallo stesso Goodman e da Leonard Bernstein al pianoforte.
L'opera è dedicata alla memoria di Arthur Honegger, grande amico di Poulenc dall'epoca del Gruppo dei Sei, prematuramente scomparso nel 1955.
La sonata fa parte di un progettato ma non completato ciclo di sonate per strumenti a fiato: a causa dell'improvvisa morte, Poulenc riuscì a scrivere solamente questa per clarinetto, la celeberrima Sonata per flauto e pianoforte e la Sonata per oboe e pianoforte, ultima sua composizione, anche questa eseguita dopo la sua morte.

## Movimenti
1. Allegro tristamente (Allegretto - Très calme - Tempo allegretto)
2. Romanza (Très calme)
3. Allegro con fuoco (Très animé)

## Edizione
- Sonata for clarinet and piano. London: Chester Music, cat. no. CH61763,[4]